# 1555 Дежан
1555 Дежан (1555 Dejan) — астероїд головного поясу, відкритий 15 вересня 1941 року.
Тіссеранів параметр щодо Юпітера — 3,309.